# 林子瑄
林子瑄（英文：Maggie，1978年2月23日—），本名林琪悅，前藝名林芷萱、林子萱，台灣演員。因為跟名模林志玲長像相似，有小林志玲稱號。

## 私人生活
前夫是台中補教名師楊正（2006年1月10日－2007年3月13日）、劉至翰（2008年10月－2011年4月8日）。19歲時生大兒子，後與楊正離婚，之後再婚和劉至翰生有一子，其後獨力撫養兒子

。

## 演出作品

### 電視劇
| 年份   | 电视台     | 剧名                                                      | 角色            |
| ------ | ---------- | --------------------------------------------------------- | --------------- |
|        | 台視       | 《玫瑰瞳鈴眼》－《620號房的秘密》                         | 汪曉彤          |
|        | 民視       | 《藍色水玲瓏》－《還我頭來》                              | 小草            |
| 1998年 | 民視       | 台灣作家劇場 - 葫蘆巷春夢                                 | 施珠音          |
| 2000年 | 華視       | 《麻辣鮮師》                                              | Sara            |
| 2001年 | 民視       | 《親戚不計較》（EP646登場）                               | 阿萍            |
|        | 中視       | 《文英ㄟ厝邊》                                            | 陳琳            |
| 2008年 | 三立台灣台 | 《我一定要成功》                                          | Anita（安妮塔） |
| 2008年 | 民視       | 《濟公》第十二單元：廣亮還俗                              | 張玉環          |
| 2010年 | 三立台灣台 | 《天下父母心》                                            | 葉天敏          |
| 2011年 | 三立台灣台 | 《家和萬事興》                                            | 葉千娜&劉秀秀   |
| 2012年 | 三立台灣台 | 《戲說台灣》－《男觀音娶妻》                              | 黄玉貞          |
| 2012年 | 三立台灣台 | 《戲說台灣》－《有求必應的財神》                          | 李淑娟          |
| 2012年 | 台視       | 《女人花》                                                | 趙心妮&徐佳静瑜 |
| 2012年 | 三立台灣台 | 《戲說台灣》－《天香的秘密》                              | 周鳳英          |
| 2012年 | 大愛電視   | 《麻豆小镇》                                              | 劉金環          |
| 2012年 | 三立台灣台 | 《牽手》                                                  | 洪英子（英姐）  |
| 2012年 | 三立台灣台 | 《戲說台灣》－《老二媽報恩》                              | 周清蓮          |
| 2013年 | 三立台灣台 | 《戲說台灣》－《月老逼紅鸞》 《戲說台灣》－《月老斬桃花》 | 洪月桃          |
| 2013年 | 三立台灣台 | 《戲說台灣》－《上帝公買劍》                              | 吳明珠          |
| 2013年 | 三立台灣台 | 《戲說台灣》－《福星土地公》                              | 許淑女          |
| 2013年 | 大愛電視   | 《逆光真愛》                                              | 蔡雅芳          |
| 2014年 | 三立台灣台 | 《戲說台灣》－《大某的守護神》                            | 月婆            |
| 2014年 | 三立台灣台 | 《世間情》                                                | 許貝蒂&杜貝蒂   |
| 2015年 | 大愛電視   | 《永不放棄》                                              | 白員老師        |
| 2016年 | 華視       | 《海海人生》                                              | 方麗娟          |

### 電影
| 年份   | 片名               | 飾演   |
| ------ | ------------------ | ------ |
| 2002年 | 《那年夕陽紅紅的》 |        |
| 2002年 | 《校園大作戰》     | 小辣椒 |

## 主持作品
- 超視：《黃金傳奇－藍隊金仙子》
- TVBS：《音樂報報》、《今夜女人香》

## 外部連結
- 林子萱的新浪微博